# Clube Atlético Minercal
O Clube Atlético Minercal foi um clube de basquete feminino brasileiro com sede em Sorocaba, São Paulo. Com o decorrer dos anos seu nome se mudou devido aos patrocinadores, se chamando Constecca/Sedox e Leite Moça.
Durante a década de 1980 a equipe possuía um elenco invejável, com estrelas como Hortência (que permaneceria no clube por nove anos), Marta, Ana Mota, Branca, Janeth, Lilian, Adriana, Vânia, Vanira, Cíntia Tuiú, Alessandra e Claudinha.
O time recheado de estrelas resultou na conquista de vários títulos nas principais competições que disputara.
Durante os jogos panamericanos de Cuba em 1991, das 12 jogadores da seleção, 6 defendiam o time sorocabano.
A equipe de basquete também foi precursora dos times de volêi (Leite Moça Sorocaba) e futebol (Atlético Sorocaba) da cidade. Em 12 de março de 1993 o então presidente do clube, João Caracante noticiou o fim da equipe após a saída da sua estrela Hortência, para o time de Araçatuba.

## Títulos
- Taça Brasil de Basquete : 1987, 1991-92, 1992
- Campeonato Paulista de Basquete : 1987, 1988, 1989, 1990, 1991